# Герберга Лотарингская
Герберга Лотарингская (нем. Gerberga; 925/935—995/998, Филих, Германия) — католическая блаженная, основательница женского монастыря в Филихе.

## Биография
Блаженная Герберга имела благородное происхождение. Она родилась примерно в 925/935 годах. Её отцом был граф Готфрид Мецский, а матерью — Эрментруда Французская. Гербергу, как единственную дочь, в 40-е годы X века выдали замуж за графа Гельдернского Мегингоца.
Брак был счастливым и в нём родилось пятеро детей, среди которых святая Адельгейда Филихская. Но счастье не было продолжительным. После смерти единственного сына, молодого рыцаря Готфрида, сражавшегося на стороне императора Оттона II в Богемской войне против чешского князя Болеслава, родители испытали шок и удалились от мира. Герберга и Мегингоц приняли важное решение — основать в Филихе церковь и женский монастырь, что и было претворено в жизнь. Причём основная тяжесть работ по основанию и руководству строительством монастыря легла на плечи именно Герберги, поскольку её муж уехал в Гельдерн и затворился от мира в своём замке.
Будучи воспитанной на глубоких христианских традициях, в этой же традиции блаженная Герберга воспитала и свою святую дочь Адельгейду, назначенную первой настоятельницей нового монастыря. Только после того как монашеская жизнь в монастыре наладилась, блаженная Герберга скончалась в Филихе (в настоящее время это административная часть Бонна) в 995/998 году.
Память блаженной Герберги празднуется 13 ноября.